# Колин, Александр Иванович
Александр Иванович Колин (укр. Олександр Іванович Ко́лін, 17.04.1978, Киев) — украинский шашист, специализирующийся на малой доске. Бронзовый призёр чемпионата мира по шашкам-64 (2006, блиц). Чемпион Украины по русским шашкам (2005, классика, 2009 — быстрые шашки, 2011 — блиц), бронзовый призёр (1997). Мастер спорта Украины (1997), международный мастер (2007). Закончил Национальный технический университет Украины «Киевский политехнический институт» (2001). Тренер — А. Гаптаренко.